# Абеди Пеле
Абеди Айю (англ. Abedi Ayew; род. 5 ноября 1964[…], Dome, Большая Аккра), более известный как Абеди Пеле (англ. Abedi Pele) — ганский футболист, полузащитник. Один из лучших африканских футболистов, входит в ФИФА 100. Известен как игрок и капитан сборной Ганы. Африканский футболист года в 1991, 1992 и 1993 годах.

## Биография
Абеди Пеле был одним из пионеров африканского футбола в Европе, большую часть карьеры играл во Франции, где способствовал успеху «Марселя» в Кубке европейских чемпионов в начале 1990-х годов.
Он оставил Гану после Кубка африканских наций 1982 года, состоявшегося в Ливии, для того, чтобы заключить контракт со швейцарским «Цюрихом», но там у юного Абеди не сложилось и он был вынужден вернуться в Африку. Только спустя четыре года он подпишет первый профессиональный контракт с европейским клубом. Им стал «Ньор». Спустя полтора года, транзитом через «Мюлуз», Абеди Пеле попадает в марсельский «Олимпик». После чего были «Лион», итальянский «Торино», где Абеди удостоился звания «Лучший иностранец года», и «Мюнхен 1860», увенчавший европейскую карьеру ганца. Пеле ушёл, чтобы подписать 2-годичный контракт с «Аль-Айном» в Объединённых Арабских Эмиратах, где был признан одним из лучших зарубежных игроков, игравших в лиге этой арабской страны.
В июне 2018 года вошёл во временный комитет по управлению ганским футболом, когда Футбольная ассоциация Ганы была распущена правительством после коррупционного скандала.

## Достижения

### Командные
«Аль-Садд»
- Обладатель Кубка Катара: 1983

«Реал Тамале Юнайтед»
- Чемпион Бенина: 1985

«Марсель»
- Чемпион Франции (2): 1990/91, 1991/92
- Обладатель Кубка Франции: 1989
- Победитель Лиги чемпионов УЕФА: 1992/93
- Финалист Кубка чемпионов УЕФА: 1990/91

«Аль-Айн»
- Обладатель Кубка ОАЭ: 1999

Сборная Ганы
- Победитель Кубка Африканских наций: 1982
- Серебряный призёр Кубка Африканских наций: 1992

### Личные
- Африканский футболист года: 1992 (по версии КАФ)
- Лучший футболист Африки: 1991, 1992 (по версии «Afrique Football’s»)
- Лучший футболист Африки: 1991, 1992, 1993 (по версии France Football)
- По версии IFFHS занимает 3-е место в десятке лучших футболистов Африки XX века
- Африканский спортсмен года по версии Би-би-си: 1992
- Компаньон ордена Вольты: 1996
- Golden Foot: 2011 (в номинации «Легенды футбола»)
- Входит в список ФИФА 100

## Личная жизнь
Его братья Кваме Айю и Тратта Айю тоже профессиональные футболисты, как и его сыновья — Андре Айю, Джордан Айю и Абдул Рахим Айю. Андре и Джордан занимают два первых места в истории сборной Ганы по сыгранным матчам. По голам за сборную оба также превзошли отца.

## Статистика
| Реал Тамале Юнайтед | 1980      | 11  | 0   |
| Реал Тамале Юнайтед | 1981      | 12  | 7   |
| Реал Тамале Юнайтед | 1982      | 23  | 14  |
| Аль-Садд            | 1982/83   | 8   | 7   |
| Цюрих               | 1983/84   | 18  | 9   |
| Драгонс де л’Уэме   | 1984      | 8   | 11  |
| Реал Тамале Юнайтед | 1985      | 19  | 7   |
| Ньор                | 1986/87   | 32  | 14  |
| Мюлуз               | 1987/88   | 16  | 5   |
| Марсель             | 1987/88   | 5   | 0   |
| Марсель             | 1988/89   | 4   | 0   |
| Лилль               | 1988/89   | 24  | 7   |
| Лилль               | 1989/90   | 37  | 9   |
| Марсель             | 1990/91   | 32  | 5   |
| Марсель             | 1991/92   | 36  | 12  |
| Марсель             | 1992/93   | 35  | 6   |
| Лион                | 1993/94   | 29  | 3   |
| Торино              | 1994/95   | 32  | 10  |
| Торино              | 1995/96   | 17  | 1   |
| Мюнхен 1860         | 1996/97   | 25  | 1   |
| Мюнхен 1860         | 1997/98   | 25  | 1   |
| Аль-Айн             | 1998/99   | 20  | 17  |
| Аль-Айн             | 1999/2000 | 11  | 11  |
| Итого               | Итого     | 479 | 157 |